# Ana Oncina Tortosa
Ana Oncina Tortosa   (Elda, 1989) és una il·lustradora i autora de còmic valenciana, autora de la sèrie Croqueta y empanadilla, amb la que va guanyar el premi del públic del Saló Internacional del Còmic de Barcelona de 2015.
Els seus inicis professionals comencen al camp de l'animació, que representen una de les seues influències. La seua primera incursió en el còmic va ser Croqueta y empanadilla, que envià com a projecte a Edicions La Cúpula, editorial que l'endemà li cridaria per a comprar-li el projecte. En cinc mesos esgotà la primera edició i dos reimpressions, esdevenint un èxit de públic, i consagrant a Oncina com una representant del còmic femení a l'Estat Espanyol.

## Croqueta y empanadilla

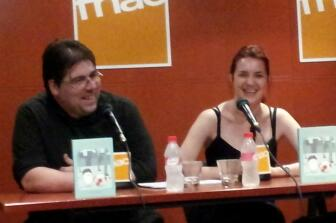
Presentació del primer Croqueta y empanadilla a València.

Croqueta y empanadilla naixen d'una anècdota de març de 2013, quan Oncina va anar de viatge a Berlín amb el seu xicot. Quan després de visitar diversos museus Oncina va descansar a un banc, el seu xicot li va dir que era una empanada, a la qual cosa l'Ana va replicar que si ella era una empanada, ell era una croqueta. D'eixa anècdota van nàixer els personatges, les històries dels quals estan basades en fets reals, als que se sumarien alguns personatges secundaris, com el gos Rodolfo i el gat Bufa, les històries dels quals sí que són inventades.
La sèrie està formada per diferents capítols autoconclusius que narren diferents anècdotes de la vida en parella.

### Publicacions
- Croqueta y empanadilla (2014)
- Una navidad con Croqueta y empanadilla (2014)